# 안천중학교 (전북)
안천중학교(顔川中學校)는 대한민국 전북특별자치도 진안군 안천면 백화리에 있는 공립 중학교이다.

## 학교 연혁
- 1952년 1월 17일 : 안천중 6학급 설립 인가
- 1971년 2월 20일 : 안천중 12학급 설립 인가
- 1999년 3월 1일 : 안천초·중·고 통합, 학교 급식 실시
- 2023년 2월 10일 : 제72회 졸업식 (9명) (총 졸업생수 5,462명)
- 2024년 9월 1일 : 제25대 문상일 교장 취임(통합학교 12대)

## 참고 자료
- 안천중학교 - 한국교육학술정보원 학교알리미